# Cofradía de la Misericordia (San Cristóbal de La Laguna)
La Cofradía de la Misericordia es una cofradía de culto católico que tiene su sede canónica en la Iglesia de Santo Domingo de Guzmán de la ciudad de San Cristóbal de La Laguna, en la isla de Tenerife, en la comunidad autónoma de Canarias (España).

## Historia
Esta cofradía recuperó el título de una corporación que existió desde el siglo XVI en el Hospital de Dolores, manteniendo vivas dos devociones centenarias de la ciudad: el Cristo de la Humildad y Paciencia y el Señor Difunto.
Se funda como tal el 1 de julio de 1952. Esta cofradía organiza desde 1953, la Procesión del Silencio, la noche del Viernes Santo.

## Titulares

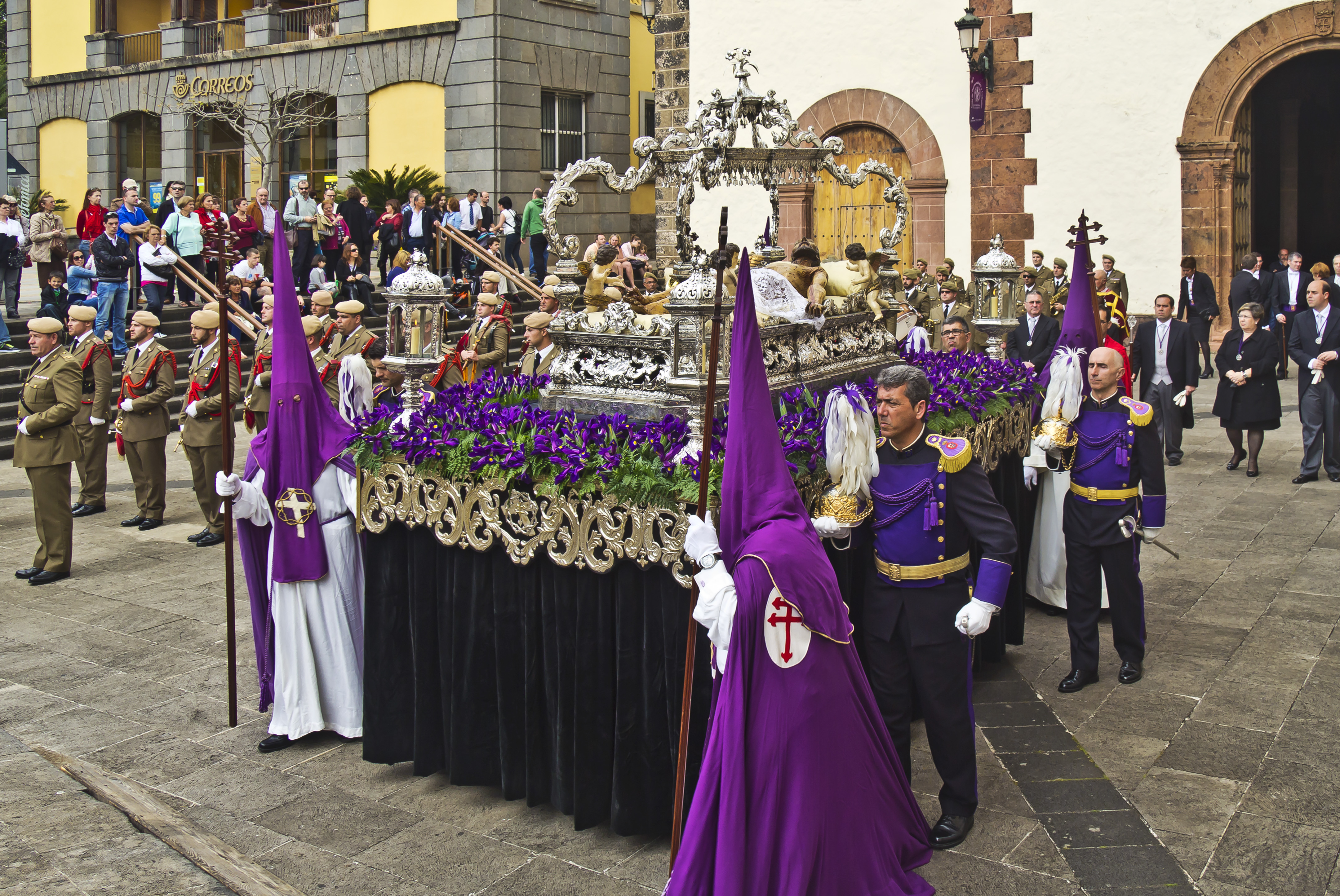
Paso del Señor Difunto

- Señor de la Humildad y Paciencia: Representa a Cristo sentado cabizbajo esperando su crucifixión. Se trata de una excepcional talla de madera de la primera mitad del siglo XVII y de escuela isleña. Es actualmente atribuido a Francisco Alonso de la Raya.

- Señor Difunto: Es una imagen del siglo XVI del que se desconoce su procedencia, si bien se piensa que provenga de un taller de la actual zona de Alemania. Con esta talla los frailes organizaban la ceremonia del Santo Entierro cada tarde del Viernes Santo en el claustro. La urna de plata fue donada en 1732 por el conocido corsario canario Amaro Pargo, gran devoto de esta imagen.

## Salidas Procesionales
- Jueves Santo: A las 19:30 horas: Procesión del Señor de la Humildad y Paciencia.[2]

- Viernes Santo: A las 16:15 horas: Procesión del Traslado del Señor Difunto. Desde la Iglesia de Santo Domingo hasta la Santa Iglesia Catedral. A las 17:00 horas: Procesión Magna de San Cristóbal de La Laguna. Posteriormente a las 22:00 horas desde la Catedral sale la Procesión del Silencio con el Señor Difunto hasta la Iglesia de Santo Domingo.[2]